# Alex Pineda Chacón
Alex Pineda Chacón (ur. 19 grudnia 1969 w Santa Cruz de Yojoa) – honduraski piłkarz. Obecnie trener.

## Kariera klubowa
Pineda przez większość kariery związany był z najpopularniejszym i najbardziej utytułowanym klubem w Hondurasie - Olimpią Tegucigalpa. Pięciokrotnie zdobywał mistrzostwo kraju oraz jednokrotnie Puchar Mistrzów CONCACAF. W stołecznym klubie grał w latach 1988–2001, nie licząc krótkich epizodów w peruwiańskim Sportingu Cristal i meksykańskim Correcaminos UAT. W sezonie 1993–1994 został królem strzelców ligi honduraskiej. W 2001 roku został piłkarzem amerykańskiego zespołu Miami Fusion, gdzie tworzył mocną siłę ofensywną z m.in. Prekim i Chrisem Hendersonem. Sezon 2001 był bardzo udany dla Honduranina - został królem strzelców ligi, członkiem najlepszej jedenastki roku oraz wybrano go najlepszym piłkarzem MLS. Pod koniec roku klub Miami Fusion został rozwiązany, a Pineda przeszedł do New England Revolution. Posiadając silną konkurencję w postaci Taylora Twellmana oraz styl gry niepasujący do koncepcji trenera Nicola rzadko pojawiał się na placu gry. W 2003 roku podczas gry w Los Angeles Galaxy i Columbus Crew forma 34-letniego Honduranina wciąż powodowała, że menadżerowie widzieli w nim rolę rezerwowego. W ostatnich latach kariery przeniósł się do drugiej ligi, gdzie w barwach Atlanty Silverbacks został wybrany do jedenastki sezonu. Właśnie tam, w wieku 37 lat, zakończył profesjonalną karierę.

### Statystyki klubowe
| Klub        | Sezon     | Kraj              | Rozgrywki        | Liga    | Liga | Play-offy | Play-offy |
| Klub        | Sezon     | Kraj              | Rozgrywki        | Występy | Gole | Występy   | Gole      |
| ----------- | --------- | ----------------- | ---------------- | ------- | ---- | --------- | --------- |
| Silverbacks | 2006      | Stany Zjednoczone | A-League         | 22      | 0    | -         | -         |
| Silverbacks | 2005      | Stany Zjednoczone | A-League         | 27      | 4    | -         | -         |
| Silverbacks | 2004      | Stany Zjednoczone | A-League         | 26      | 3    | -         | -         |
| Crew        | 2003      | Stany Zjednoczone | MLS              | 6       | 0    | -         | -         |
| Galaxy      | 2003      | Stany Zjednoczone | MLS              | 6       | 0    | -         | -         |
| Revs        | 2002      | Stany Zjednoczone | MLS              | 20      | 2    | 3         | 0         |
| Miami       | 2001      | Stany Zjednoczone | MLS              | 25      | 19   | 6         | 1         |
| Olimpia     | 2000–2001 | Honduras          | Liga Nacional    | ?       | ?    | -         | -         |
| Olimpia     | 1999–2000 | Honduras          | Liga Nacional    | 37      | 3    | -         | -         |
| UAT         | 1998–1999 | Meksyk            | Primera A        | ?       | ?    | -         | -         |
| Olimpia     | 1998–1999 | Honduras          | Liga Nacional    | ?       | ?    | -         | -         |
| Olimpia     | 1997–1998 | Honduras          | Liga Nacional    | ?       | ?    | -         | -         |
| Olimpia     | 1996–1997 | Honduras          | Liga Nacional    | ?       | ?    | -         | -         |
| Olimpia     | 1995–1996 | Honduras          | Liga Nacional    | ?       | ?    | -         | -         |
| UAT         | 1994–1995 | Meksyk            | Primera A        | 16      | 3    | -         | -         |
| Sporting    | 1994      | Peru              | Primera División | 0       | 0    | -         | -         |
| Olimpia     | 1993–1994 | Honduras          | Liga Nacional    | ?       | ?    | -         | -         |
| Olimpia     | 1992–1993 | Honduras          | Liga Nacional    | ?       | ?    | -         | -         |
| Olimpia     | 1991–1992 | Honduras          | Liga Nacional    | ?       | ?    | -         | -         |
| Olimpia     | 1990–1991 | Honduras          | Liga Nacional    | ?       | ?    | -         | -         |
| Olimpia     | 1989–1990 | Honduras          | Liga Nacional    | ?       | ?    | -         | -         |
| Olimpia     | 1988–1989 | Honduras          | Liga Nacional    | ?       | ?    | -         | -         |

Ostatnia aktualizacja: 14 czerwca 2010.

## Kariera reprezentacyjna
Alex Pineda Chacón w latach 1993–2000 rozegrał 30 meczów dla reprezentacji Hondurasu, w których strzelił 3 gole. Turnieje, w których brał udział z kadrą narodową to Złoty Puchar CONCACAF 1993 i Złoty Puchar CONCACAF 2000.

### Statystyki reprezentacyjne
| Reprezentacja | Rok  | Mecze | Gole |
| ------------- | ---- | ----- | ---- |
| Honduras      | 2000 | 8     | 1    |
| Honduras      | 1999 | 0     | 0    |
| Honduras      | 1998 | 5     | 2    |
| Honduras      | 1997 | 0     | 0    |
| Honduras      | 1996 | 17    | 0    |
| Honduras      | 1995 | 0     | 0    |
| Honduras      | 1994 | 0     | 0    |
| Honduras      | 1993 | 0     | 0    |

Ostatnia aktualizacja: 14 czerwca 2010.

## Kariera trenerska
Niedługo po zakończeniu kariery Pineda został asystentem trenera w drugoligowym zespole Atlanta Silverbacks.

## Osiągnięcia

### Olimpia
- Pierwsze miejsce
  - Liga Nacional de Fútbol de Honduras: 1990, 1993, 1996, 1997, Apertura 2000
  - Puchar Mistrzów CONCACAF: 1988
  - Puchar Hondurasu: 1998
- Drugie miejsce
  - Liga Nacional de Fútbol de Honduras: 1989, Clausura 1998, Apertura 1999, Clausura 2000
  - Puchar Mistrzów CONCACAF: 2000
- Trzecie miejsce
  - Liga Nacional de Fútbol de Honduras: 1991, 1992, Apertura 1997

## Indywidualne
- Król strzelców Liga Nacional de Fútbol de Honduras: 1994
- MLS MVP: 2001
- MLS Best XI: 2001
- MLS Golden Boot: 2001
- MLS Scoring Champion Award: 2001